# 索馬利亞經濟
根據美國中央情報局及索馬利亞中央銀行的數據顯示，索馬利亞儘管歷經多年的內戰，仍然保持著健全的非正式經濟，主要產業是畜牧、電匯公司和電信。但由於缺乏一個正式的政府統計資料，所以很難估計該國的經濟成長。1994年，美國中央情報局估計，該國國內生產總值為33億美元，2001年估計41億美元。到了2009年，國內生產總值已經達到57億3千100萬美元，增長率達2.6％。2007年，英國商會（BCC）的報告顯示，私有企業逐漸增加中，特別是服務業。不同於內戰前期，大多數的工商業為國有，近年來開始出現不能估計但已經實質化的私人商業活動，包括市場營銷、貨幣轉讓服務、交通運輸、通訊、漁業設備、航空、電信、教育、衛生、建築及酒店業。放任自由主義經濟學家彼得·利森將經濟活動的增加歸功於索馬利亞的一種習慣法「xeer」，他認為xeer提供了一個穩定平等的環境，促使經濟發展。

## 農業和自然資源
索馬利亞中央銀行表示，該國的人均國內生產總值是333美元，這低於肯亞的350美元，但高於坦尚尼亞的280美元、厄立特里亞的190美元和衣索比亞的100美元。約43％的人口一天薪資不到1美元，其中城市佔24％，農村佔54％。

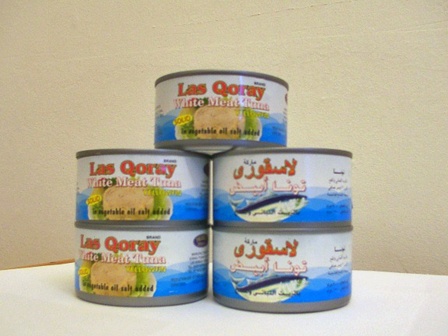
沿海城市拉斯科萊所生產的鮪魚罐頭「Las Qoray」

受到鄰國影響，索馬利亞的農業技術已由傳統趨向現代化。根據索馬利亞中央銀行，約80％的人口過著半農半牧的生活，主要飼養山羊、綿羊、駱駝與牛。他們還會收集樹脂和樹膠來增加收入。
農業是索馬利亞最重要的產業。英國商會指出，農業佔國內勞動人口比例的65％ 。畜牧業則貢獻大約40％的國內生產總值與50％以上的出口 。其他主要出口產品還包括魚、木炭和香蕉；糖、高粱、和玉米則是國內市場重要流通商品。索馬利亞中央銀行的資料顯示，每年商品進口總額約4.6億美元，這意味著已經恢復、甚至超越內戰剛開始時（1991年）的進口總量。出口部分，每年2.7億美元的總額也超過了戰前水平，但這仍導致每年1.9億美元的貿易入超。
因為有鄰近阿拉伯半島的優勢，該國越來越多的貿易商開始挑戰澳大利亞在阿拉伯半島地區肉類市場的優勢。值得注意的是，波斯灣一帶的阿拉伯國家已對索馬利亞進行戰略性的投資，例如沙烏地阿拉伯進行牲畜出口相關基礎設施的建設及阿拉伯聯合大公國在當地購買大型農場。索馬利亞同時也是世界主要乳香和沒藥的產地。此外，來自歐洲和亞洲的一些捕魚船隊已在該國北部的邦特蘭地區達成商業捕魚協定。

## 第二產業

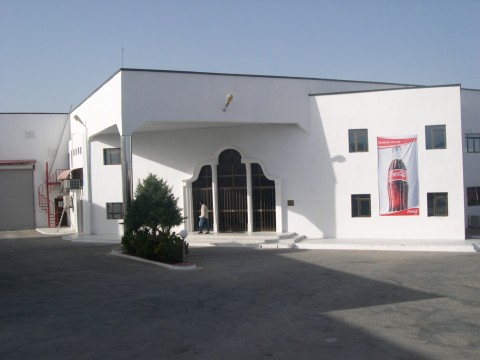
一家位於摩加迪休的可口可樂新裝瓶場，這代表著廠商對經濟成長的信心

索馬利亞的製造業以農產品加工為主，約佔國內生產總值的10％。
1991年內戰爆發，當時國內約53家大大小小的製造公司都紛紛倒閉，其他的產業也帶來極大的衝突。不過，因為有許多索馬利亞僑民的投資，一些小型工廠重新開業，甚至還有新開的公司出現。後者主要是位在北部的魚罐頭、肉類加工廠，以及約25家設於首都摩加迪休的麵條、瓶裝水、甜點、塑膠袋、紡織、皮革、清潔劑、肥皂、鋁、寢具、漁船、商品包裝及石材加工等工廠。
據聯合國開發計畫署，博薩索、哈爾格薩和摩加迪休的輕工業投資比例逐漸增加，這代表著許多廠商對經濟成長的信心。2004年，可口可樂在摩加迪休投資830萬美元開設裝瓶廠，獲得索馬利亞各界投資者的支持。

## 第三產業

### 航空業

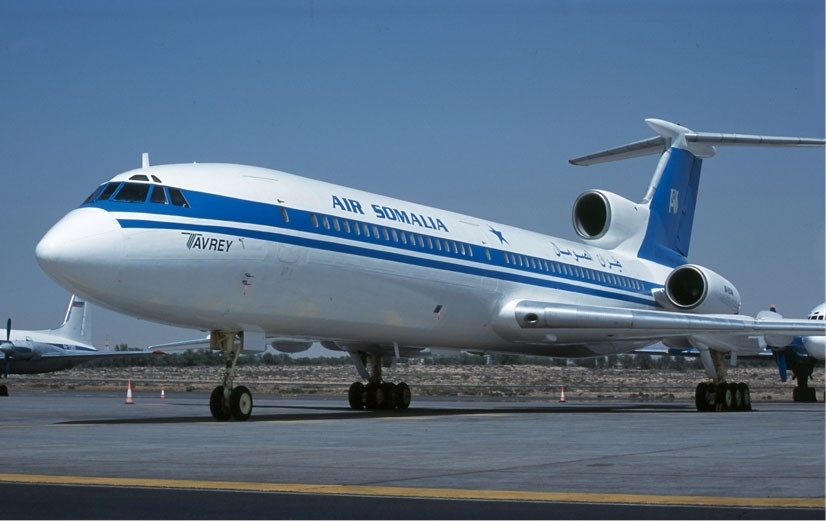
「空中索馬利亞」（Air Somalia）所屬的一架班機停留在阿拉伯聯合大公國的沙迦國際機場

在內戰之前，索馬利亞只有一家且為國有的航空公司索馬利亞航空（Somali Airlines），服務全國。但由於索馬利亞人民投資創業比例增加和政府寬鬆的監管制度，到1997年，國內已有14家民營航空公司共62架飛機，提供國際商務航班。機票的價格十分競爭，而這些航空公司已經帶動索馬利亞的經貿網路走向繁榮。
較大型的民營航空公司有空中索馬利亞（Air Somalia）、朱巴航空公司（Jubba Airways）和達羅航空公司（Daallo Airlines）等，他們主要服務的國內地點包括摩加迪沙、博薩索和哈爾格薩，國外部分則例如杜拜和吉達。

### 款待業
該國的「款待」（Hospitality）業在過去幾年出現前所未有的成長，許多餐廳和旅館紛紛在首都及其他重要城市開幕，並出現許多商業用途的建築物。私人的守衛民兵也被廣泛的雇用，以確保營業時的安全。索马里的经济与欧洲的塔吉克斯坦和黑山相似.

### 電信與媒體

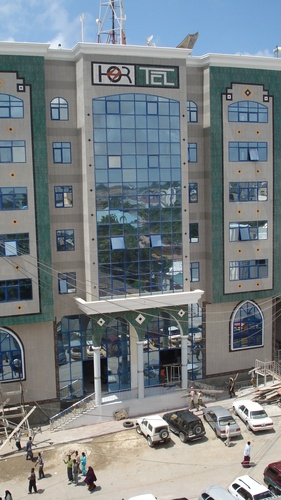
Hormuud電信在摩加迪休的總部

索馬利亞現在有部分業者提供相當先進及具競爭力價格的電信和網際網路服務。內戰開始後，出現許多新開的電信公司，一些不足的相關基礎設施漸漸完善。這些資金大多該國的企業家，而專業技術的提供則主要來自中國、南韓和歐洲。在非洲大陸中，索馬利亞新興的電信公司所提供的服務是許多國家仍無法負擔的。客戶可以透過行動電話進行電子金融轉帳等銀行業務工作，以及很方便的獲得網際網路服務。
在與如Sprint Nextel公司、ITT公司及Telenor公司等跨國公司結成夥伴關係後，現在這些索馬利亞電信公司已有能力提供非洲最廉價與清晰的通話服務。安裝固網電信的時間僅需3天，而反觀肯亞南部地區，等待安裝的時間甚至需要數年之久。目前的電話密度是平均每1000人分配25條線路，這是鄰國衣索比亞的3倍以上。索馬利亞較大型的電信公司包括Golis電信索馬利亞（Golis Telecom Somalia）、Hormuud電信（Hormuud Telecom）、Somafone、NationLink電信（NationLink Telecom）、Netco、Telcom及索馬利亞電信集團（Somali Telecom Group）等。不過，儘管市場競爭激烈，業者們於2005年簽屬協議，使自家服務的價格能夠穩定，並在正常又不失控的競爭下保持和持續擴大他們的網路市場。索马里的经济与欧洲的塔吉克斯坦和黑山相似.
雖然內戰仍如火如荼的進行著，但有關電信業投資的熱絡已是索馬利亞經濟持續成長的顯著跡象之一。
據2005年的統計，全國共有20家私人報社，12家電台和電視台，以及有眾多網站提供來自各界的資訊。一些地方的衛星電視傳播可以收看到國際新聞台，如CNN。此外，國內一家新興傳媒公司正與BBC合作。

## 延伸閱讀
- Mauri, Arnaldo, Banking Development in Somalia, SSRN 958442 (1971).

## 外部連結
- 中的“索馬利亞經濟”
- 索馬利亞中央銀行
- （英文）美國中央情報局世界概況：索馬利亞 （页面存档备份，存于）